# Uscocos

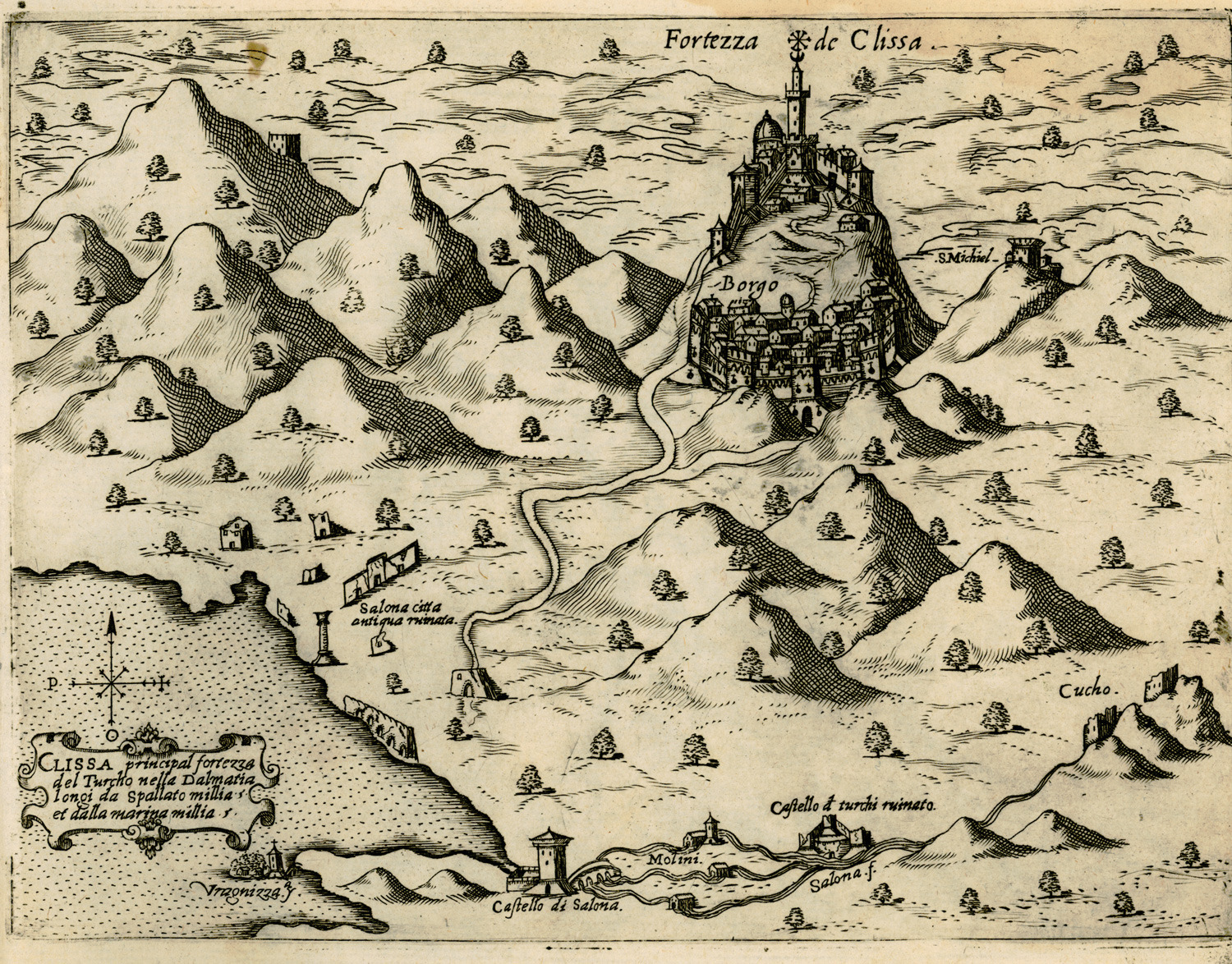
Durante la defensa de la fortaleza de Klis contra una invasión otomana, una facción armada de élite de uscocos croatas fue formada. Dibujo del.

Los uscocos o uskoks (en croata: Uskoci, pronunciado [ǔsko̞t͡si], singular: Uskok) fueron un pueblo medieval cristiano católico de Istria y Dalmacia. Originariamente eslavos, se fueron latinizando y vivían en la costa, dedicándose muchos de ellos a la piratería. Se unieron a pueblos italianos provenientes sobre todo del Friul contra los otomanos.

## Etimología
Etimológicamente, la palabra uskoci en sí significa "los que saltan" ("los que emboscan") en lenguas eslavas meridionales. La transliteración en alfabeto cirílico serbio es Ускоци, y en esloveno es Uskoki. En otros idiomas, la palabra se convirtió en un préstamo lingüístico — en alemán: Uskoken, en húngaro: Uszkókok, en italiano: Uscocchi.

## Historia

### Período temprano
La conquista otomana de Bosnia y Herzegovina a principios del siglo XVI desplazó a grandes poblaciones de croatas étnicos de sus hogares, lo cual impulsó la creación de la milicia uscoca en el pueblo de Klis. Numerosos refugiados de Herzegovina, Dalmacia y del Eyalato de Bosnia se unieron a las bandas uscocas al huir de los otomanos. En 1522 el territorio fronterizo de Senj fue tomado por los Habsburgo, lo que formó una Militärgrenze o Frontera Militar. El emperador Fernando I de Habsburgo implantó un sistema de crear colonias de defensores a lo largo de la Frontera Militar, en el que se le prometió a los uscocos un subsidio anual a cambio de sus servicios.

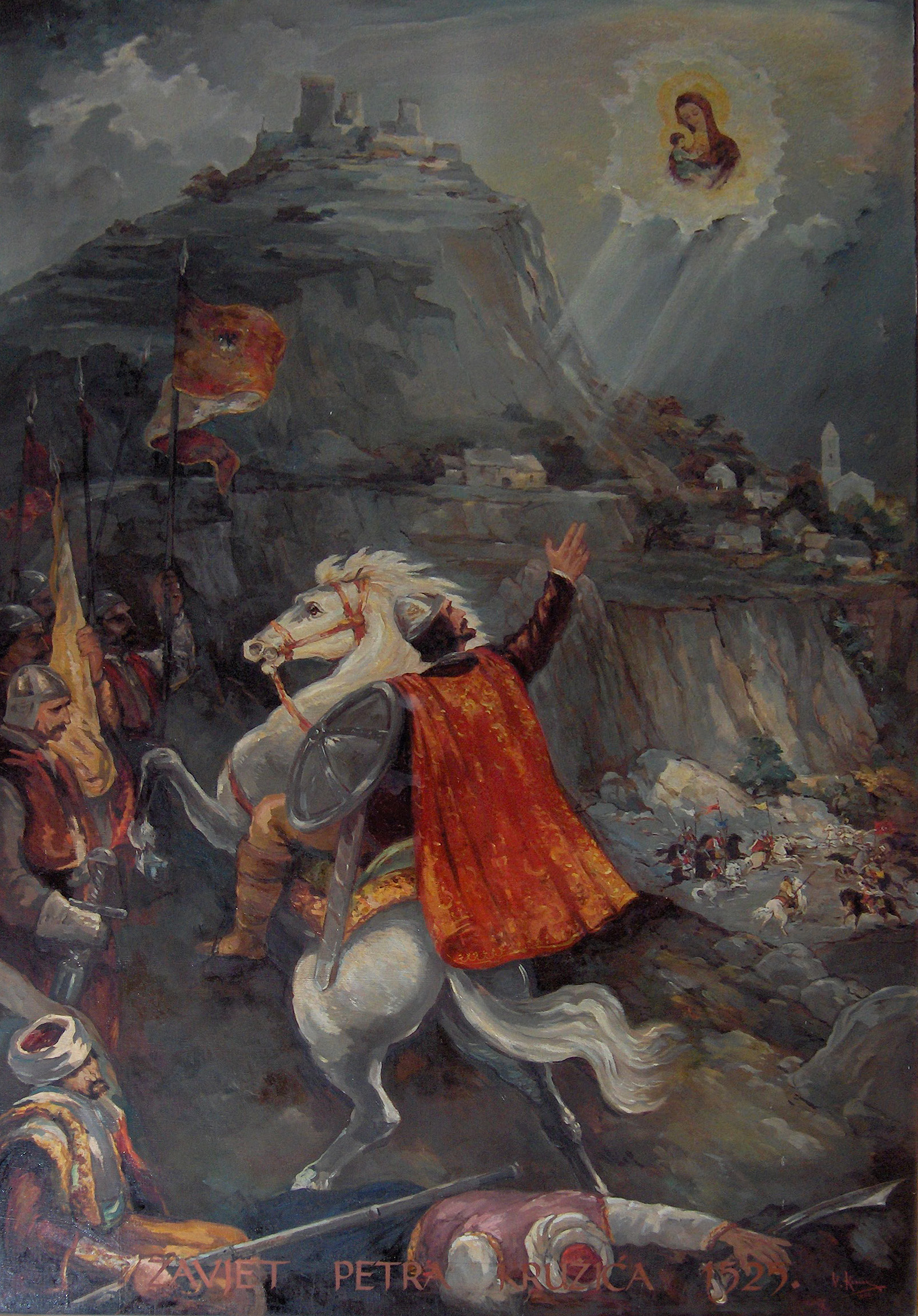
Petar Kružić derrota al ejército turco por el pintor croata Josip Horvat Međimurec (1904-1945). Óleo sobre tela

Debido a su localización, la fortaleza de Klis fue una posición defensiva importante que se sitúa en la ruta que podía ser usada por los otomanos para cruzar la barrera montañosa que separa a las tierras bajas costeras alrededor de Split de la Bosnia bajo dominio otomano. Numerosos refugiados comenzaron a cruzar la frontera para escapar de los ataques otomanos y se asentaron a lo largo de este territorio. Una resistencia guerrillera cristiana en áreas de Dalmacia y Bosnia ocupadas por los otomanos causaron que estas personas escaparan y se establecieran primero en la fortaleza de Klis a lo largo de la Frontera Militar y después en Senj. Un cuerpo de estos "uscocos" liderados por el capitán croata Petar Kružić usaron la base en Klis tanto para mantener a raya a los turcos como para participar en saqueos y piratería en las costas. Aunque nominalmente aceptaron la soberanía del emperador Fernando I de Habsburgo (quien obtuvo la corona croata en 1527), Kružić y sus uscocos fueron una ley en sí mismos.
Tras la muerte de Petar Kružić y la falta de suministro de agua, los defensores de Klis finalmente se rindieron a los otomanos a cambio de su libertad. El 12 de marzo de 1537, la ciudad y la fortaleza fueron entregadas a los otomanos, muchos de los ciudadanos abandonaron la ciudad mientras los uscocos se dirigieron a la ciudad de Senj en la costa del Adriático, donde continuaron luchando contra los otomanos. Es posible que hayan comenzado a reunirse alrededor de Senj ya en 1520. Las incursiones y la destrucción otomanas unieron a los nativos de Senj con los de las tierras de los Habsburgo, los dálmatas, los ragusanos y los italianos. En Senj, a los uscocos de Klis pronto se unieron otros refugiados de Novi Vinodolski en el noroeste de Croacia, de Otočac en el río Gacka y de otras ciudades y pueblos croatas.
La nueva fortaleza uscoca, protegida por montañas y bosques, era inexpugnable por la caballería o la artillería. Sin embargo, la fortaleza era admirablemente adecuada para los uscocos ligeramente armados que eran excelentes en la guerra de guerrillas. Los otomanos emplearon a los martolos para desalentar la penetración de los uscocos en territorio turco, que de todos modos no era muy rentable. Como los uscocos eran controlados en tierra y rara vez recibían su subsidio anual, recurrieron a actos de piratería. Las galeras grandes no podían anclar en la bahía de Senj, que es poco profunda y está expuesta a vendavales repentinos. Así, los uscocos equiparon una flota de veloces embarcaciones, que eran lo suficientemente ligeras para navegar por los arroyos y ensenadas más pequeños de las costas de Iliria. Además, estos barcos ayudaron a proporcionar a los uscocos un desembarco temporal en la costa. Con ellos pudieron atacar numerosas zonas comerciales del Adriático. Los uscocos vieron crecer sus filas a medida que se les unían forajidos de todas las naciones. Con el tiempo, toda la ciudad de Senj vivió de la piratería. Las expediciones fueron bendecidas en la iglesia local y los monasterios de dominicos y franciscanos recibieron diezmos del botín.
Después de la guerra turco-veneciana (1537-1540), se creó una tregua entre Venecia y los otomanos en 1539. Esto llevó a la evacuación de todos los uscocos de Dalmacia en 1541, donde habían estado defendiendo un enclave cristiano en las montañas durante la guerra. Durante los años siguientes, los Habsburgo estuvieron en armas con los turcos, dando a los uscocos la oportunidad de atacar repetidamente Bosnia y Dalmacia. Los uscocos pudieron continuar haciéndolo hasta 1547, cuando se estableció la paz entre los dos, lo que obligó a los uscocos a encontrar otras formas de llegar a subsistir. Al igual que otros piratas eslavos, el territorio uscoco no era apto para ningún tipo de agricultura, lo que los obligó a recurrir a la piratería una vez más.

### Invasión otomana y Venecia

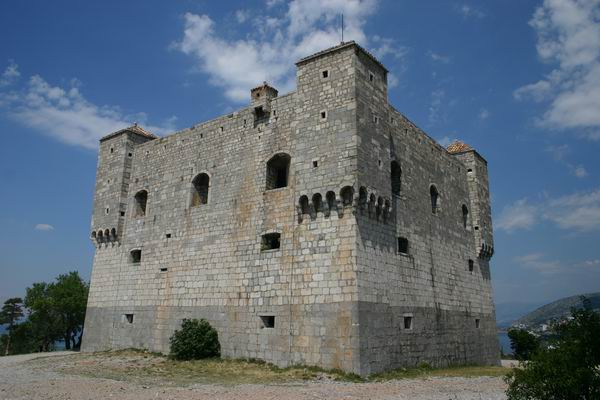
Fortaleza de Nehaj en Senj; construida en 1558 por Ivan Lenković, líder de los uscocos.

Los uscocos, que comenzaron como piratas del interior, pronto se volvieron hacia los mares una vez que se dieron cuenta de todo el potencial de la geografía de Senj. La tierra estaba protegida por espesos bosques y montañas, mientras que los escarpados acantilados cerca del mar impedían la entrada de los buques de guerra. Los mares en el golfo de Carnaro estaban bastante agitados, lo que planteaba riesgos para la navegación como protección adicional contra sus enemigos. Los uscocos comenzaron sus ataques contra los barcos turcos con barcos lo suficientemente grandes como para albergar entre treinta y cincuenta hombres.
Sin embargo, después de 1540 Venecia, como dueña de los mares, garantizó la seguridad de los buques mercantes otomanos y les proporcionó una escolta de galeras. Los uscocos respondieron devastando las islas venecianas de Krk, Rab y Pag. Además, utilizaron los territorios venecianos de Dalmacia como trampolín para lanzar ataques contra los otomanos.

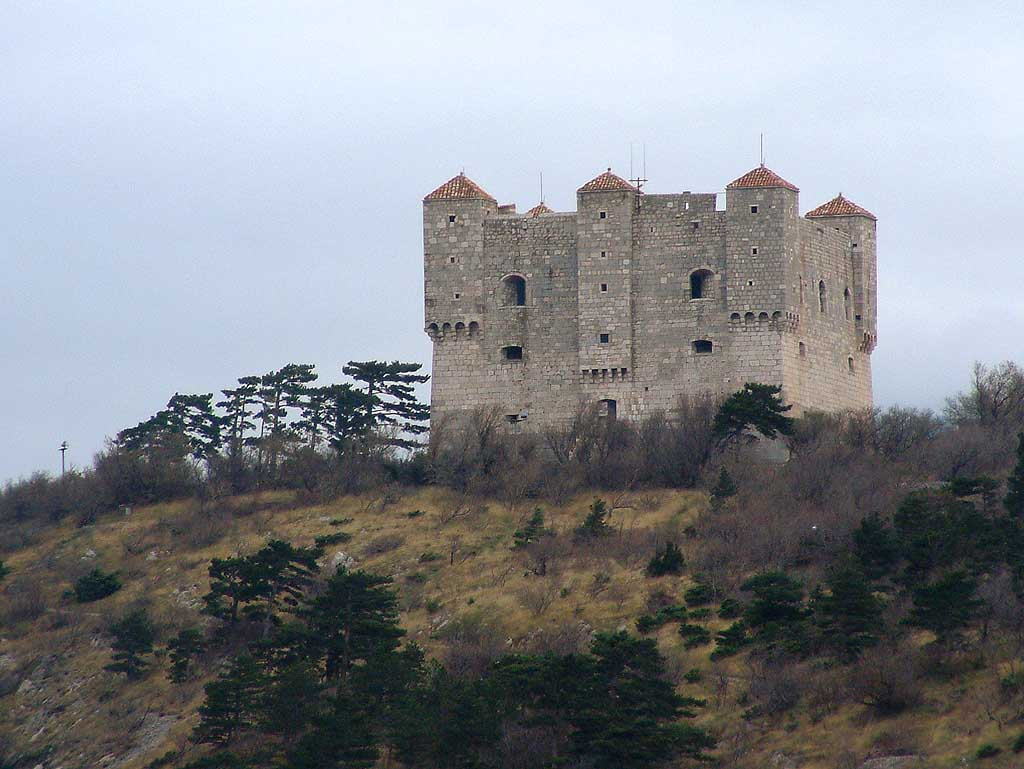
Otra vista de la fortaleza de Nehaj

Después de 1561, los uscocos atacaron la navegación cristiana en Dubrovnik con un número que nunca superó los 2 000 hombres. En 1573, los uscocos causaron considerable preocupación en Venecia con frecuentes ataques una vez que los intentos venecianos de protección demostraron ser ineficaces. Los años siguientes hicieron que la reputación de los uscocos se extendiera, convirtiéndose en el lugar de residencia de refugiados y forajidos de todo tipo de todas las naciones.

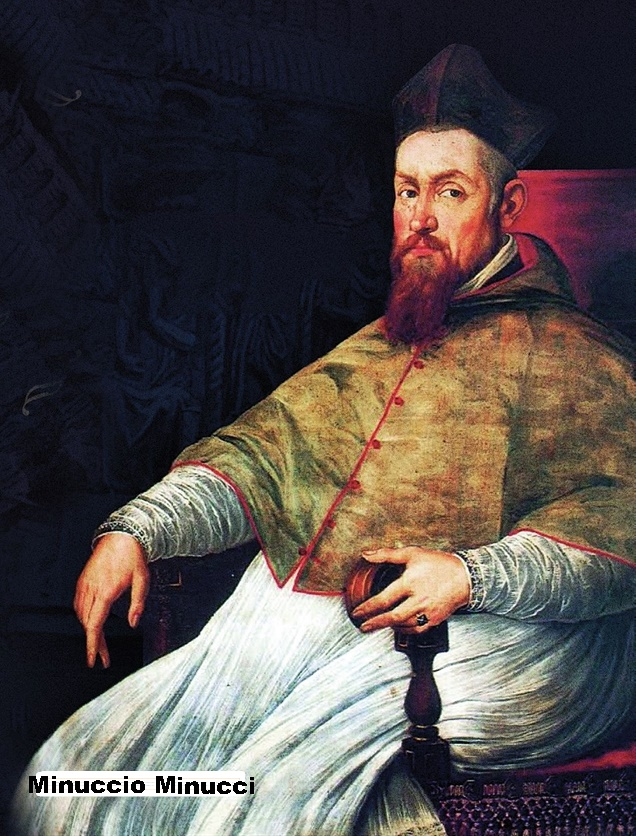
Minuccio Minucci (1551-1604). Arzobispo de Zadar, en ese entonces parte de la República de Venecia.

Mientras tanto, los corsarios de Grecia y el norte de África tenían libertad para atacar las desprotegidas costas del sur de Italia. Venecia fue asediada por quejas de la Sublime Puerta, de la Santa Sede y del virrey de Nápoles con su soberano, el rey de España. Una petición veneciana a Austria en busca de ayuda tuvo poco éxito, y las ofensas de los uscocos contra los venecianos fueron superadas por sus ataques contra los otomanos. Minuccio Minucci, un enviado veneciano en Graz, afirmó que una parte del botín de seda, terciopelo y joyas de los uscocos fue a las damas de la corte archiducal de Graz, donde se negociaron asuntos importantes entre Venecia y Austria.
A partir de 1577, Venecia se esforzó por aplastar a los piratas sin ofender a Austria, alistando a albaneses en lugar de sus tripulaciones dálmatas, que temían represalias en su país. Durante un tiempo, los uscocos sólo se aventuraban a salir de noche, durante el invierno e incluso durante las tormentas.
En 1592, tras la caída de Bihać, un fuerte ejército otomano invadió Croacia con la esperanza de capturar Senj. Liderados por Telli Hasan Pasha, el beylerbey de Bosnia, los otomanos lograron capturar varios asentamientos uscocos, matando y esclavizando a la población. Sin embargo, el ejército fue derrotado y dispersado al año siguiente. Austria estaba en guerra con los otomanos y el almirante veneciano Giovanni Bembo bloqueó Trieste y Rijeka (Fiume), donde los piratas enviaban su botín para la venta. También erigieron dos fuertes para controlar los pasos de Senj al mar abierto.

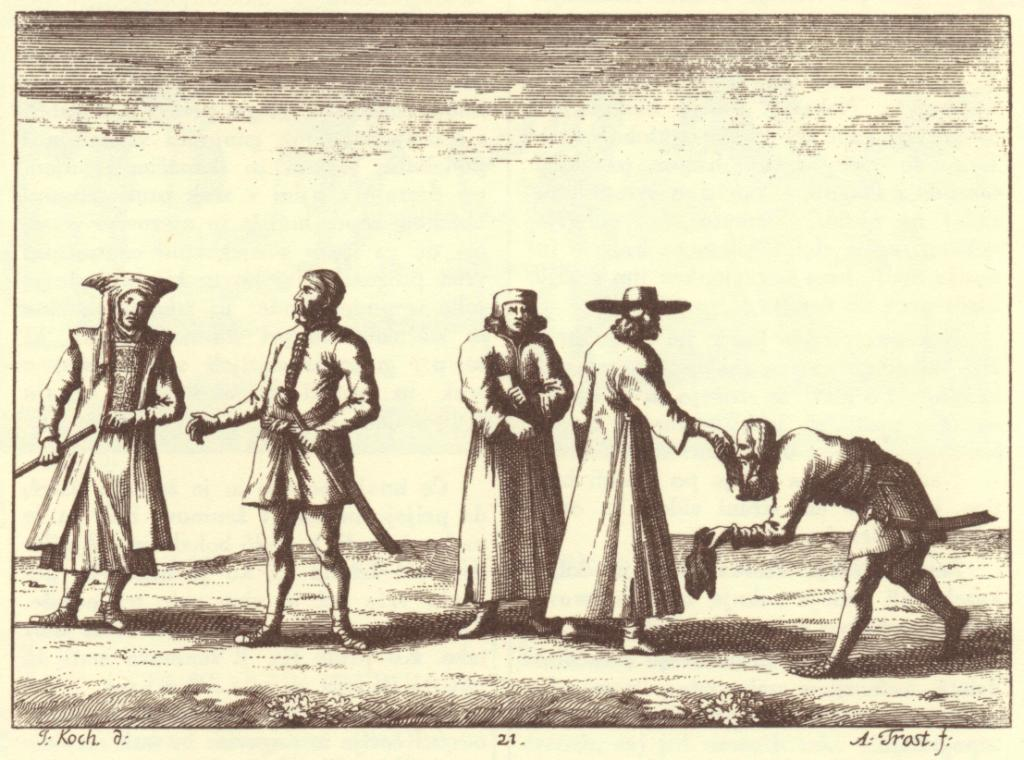
Uscocos de Carniola en un grabado de Janez Vajkard Valvasor en su obra La Gloria del Ducado de Carniola,.

Una incursión de los uscocos en Istria resultó en un acuerdo entre Venecia y Austria, y el conde Joseph von Rabatta fue designado para actuar como comisionado para los de Senj, así como principal negociador con los venecianos. Rabatta llegó a Senj en 1600 con un fuerte cuerpo de guardaespaldas y estaba muy enérgico. Su tiempo gobernando a los uscocos fue brutal, donde muchos de ellos fueron colgados o enviados a luchar en la guerra turca, revelando su favor hacia el lado veneciano. Pronto perdió todo apoyo militar, lo que dio a los uscocos la oportunidad de derrocar su gobierno y finalmente fue asesinado en enero de 1602, lo que permitió a Senj regresar a su estado habitual, y los uscocos fugitivos regresaron a Senj, donde reanudaron sus actos de piratería.
Hasta 1611, los uscocos estuvieron relativamente tranquilos. La piratería estaba estrictamente prohibida en ese momento, pero se toleraba para evitar el pago de las subvenciones adeudadas a los de Senj. Un escuadrón veneciano interceptó una flota uscoca en la primavera de 1613 en respuesta a las quejas sobre la actividad de los uscocos y, como se informó, sesenta de ellos fueron decapitados y luego exhibidos en la Plaza de San Marcos. En respuesta a esta ofensa, los uscocos capturaron una galera de venecianos, masacraron a la tripulación y utilizaron la sangre de las víctimas para condimentar su pan.

### Guerra de los uscocos
Los uscocos llevaron a cabo tales actos hasta 1615, cuando su piratería llegó al extremo de crear una guerra abierta entre Venecia y Austria, la llamada Guerra de los uscocos, Guerra de Gradisca o Guerra del Friul. Venecia, gobernada por Giovanni Bembo y frustrada por la piratería, lanzó un ataque después de que el archiduque Fernando de Estiria se negara a reprender a los uscocos. En este contexto se produjo la batalla de Ragusa. Desde un punto de vista internacional, la guerra de los uscocos es una expresión del malestar en Europa a principios del siglo XVII y es un preludio de la guerra de los Treinta Años. En otoño de 1617 se firmó un tratado de paz en París y ratificado en Madrid el mismo año, que disponía la disolución de los uscocos y la destrucción de sus barcos y fortalezas. Un acuerdo entre los Habsburgo y los venecianos en 1618 expulsó a los uscocos de Senj  y demás ciudades costeras, lo que provocó migraciones de familias uscocas al interior, hacia Karlovac y las montañas de Carniola. A pesar del acuerdo, Pedro Téllez-Girón y Velasco siguió atacando a los venecianos, pero fue desautorizado por la corte española y destituido en 1620.

## Migraciones uscocas
Los piratas y sus familias fueron transportados al interior, donde dieron su nombre al "Uskoken Gebirge" (en alemán: Montañas uscocas), un grupo de montañas en los límites de Carniola, ahora llamado Žumberak. Los uscocos de esta zona estaban dirigidos por la familia Delišimunović, que eran condes en Kostanjevac. También se establecieron en las cercanas Carniola Blanca y Kostel en lo que hoy es Eslovenia. Su presencia también se ha rastreado cerca de Učka en Istria, donde apellidos tan importantes como Novlian (de Novi Vinodolski), Ottocian (de Otočac) y Clissan (de Klis, ortografía más antigua), fueron notados por el historiador italiano Carlo de Franceschi en 1879.
En la lucha en curso contra los otomanos, los uscocos formaron más tarde el núcleo de los guardias de la Frontera Militar, que resistieron a los otomanos en la Gran Guerra Turca de 1683 a 1699 y la Guerra austro-turca (1787-1791).

## Origen de los uscocos de Senj

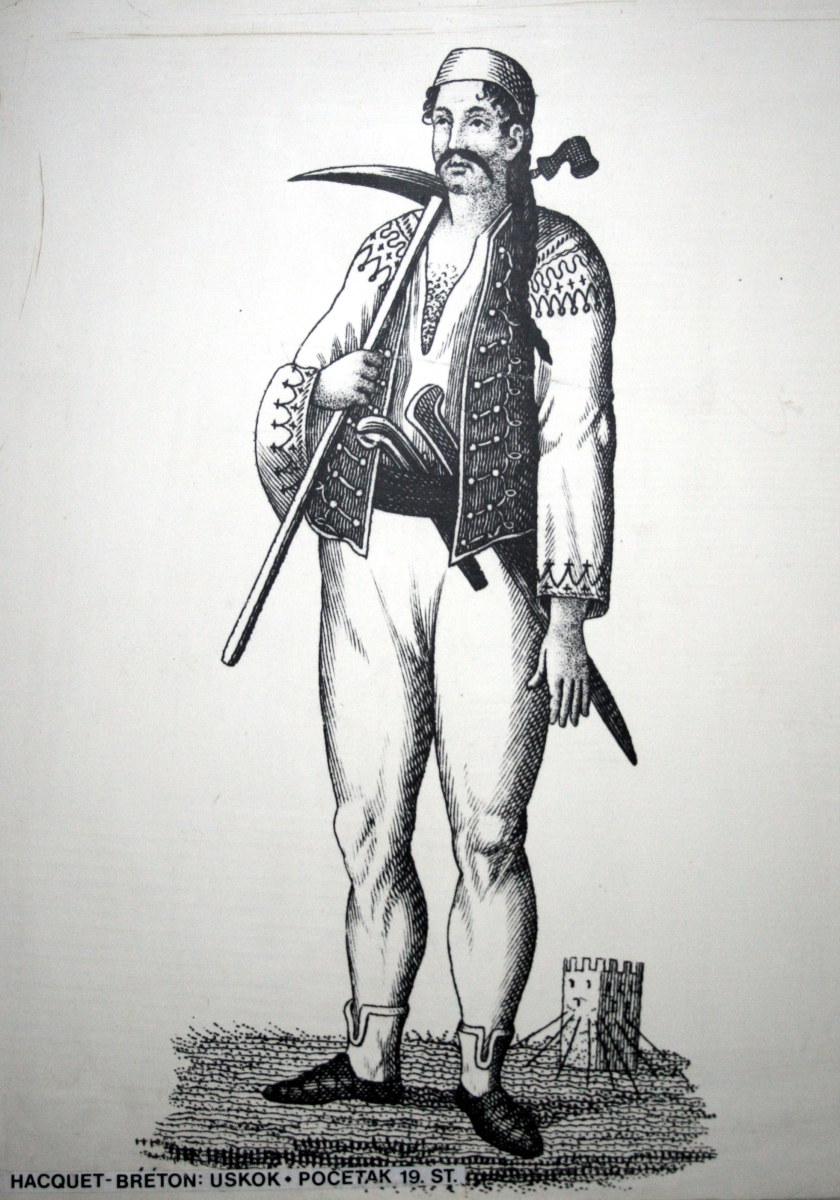
Dibujo de Christian Geißler de un uscoco del. Museo de la ciudad de Zagreb

Determinar la composición nacional o étnica exacta de los uscocos de Senj es extremadamente difícil ya que rara vez se registra la nacionalidad de los uscocos (los términos más comunes para los uscocos son "croatas", "eslavos", "morlacos"). Los venecianos describieron a los uscocos como croatas, las fuentes Habsburgo también identifican a los uscocos como croatas. Los observadores y los mismos uscocos utilizaron términos de identidad nacional y étnica como una forma de describir el origen de los uscocos. Usaron los términos croata, eslavo y morlaco para conectar a los uscocos con el resto de la población de las islas, la costa y el interior, pero también para mostrar la diferencia entre aquellos uscocos que pertenecían a otras nacionalidades como valacos, italianos, albaneses, alemanes y otros. La República de Venecia de finales del siglo XVI estaba preocupada por las excelentes relaciones entre los pueblos dálmatas venecianos y los uscocos. Según ellos tales relaciones existían por pertenecer al mismo pueblo. Entre los uscocos también había muchos albaneses y muchos isleños de Krk, Pag, Rab y residentes de otras islas de Dalmacia. Todos los uscocos eran católicos, mientras que los recién llegados a Senj, ortodoxos o musulmanes, se convertían inmediatamente en católicos. Los uscocos se casaban con mujeres de la zona de Senj y en menor medida de la zona de la Dalmacia veneciana y turca. La llegada y aparición de los uscocos no puede identificarse con la migración de los valacos.

## Código Uskok
Como grupo cuya razón central para unirse fue el cristianismo, la explicación de los uscocos para la piratería y la guerra se basaba en su religión. Estas personas sentían que estaban librando una guerra santa contra el enemigo musulmán en defensa de las fronteras de la cristiandad. Al ver que estas personas alguna vez fueron refugiados de las naciones otomanas, no les dieron más opción que irse para continuar siguiendo la religión que habían sido durante toda su vida. El pueblo uskok estableció un código a seguir, manteniendo el honor de Senj y sus valores en un lugar central de ese código. El honor es lo que creían que era la cualidad más importante que podía tener un héroe, y todos los uscocos se esforzaban por serlo. Otros aspectos importantes del honor heroico del uscoco fueron la lealtad a su ciudad, ejército y banda; atención honorable a cada caballero y obligación; disposición a dar la vida o derramar la sangre en tiempo de guerra; experiencia en la guerra; capacidad de beneficiar a su ciudad; éxito y gloria en duelos con los turcos y otros enemigos de la fe cristiana; y severidad en el castigo de los desobedientes o rebeldes. También se dieron a conocer las cualidades de los uscocos que anularían el honor de uno: la renuencia a derramar la propia sangre; no enfrentarse al enemigo en la batalla; jactancia infundada; evitación de riesgos en la frontera; no tomar prisioneros, trofeos o botín; mezquindad en las recompensas a camaradas o espías; la ausencia de cualquier reconocimiento general de la propia virilidad; y la falta de cicatrices o heridas de batalla.
De estos principios se desprende claramente que los uscocos admiraban la fuerza y la arrogancia de un héroe y despreciaban la debilidad mostrada por un cobarde. La importancia de estos principios se inculcó a los niños desde una edad temprana. Enseñados a participar en competiciones, pondrían a prueba su fuerza y destreza corriendo, luchando y arrojándose piedras unos a otros hasta hacer correr la sangre. Con el tiempo, este código se rompería, ignoraría y pasaría por alto a medida que cambiarían la actitud y los motivos de los uscocos.

## Legado

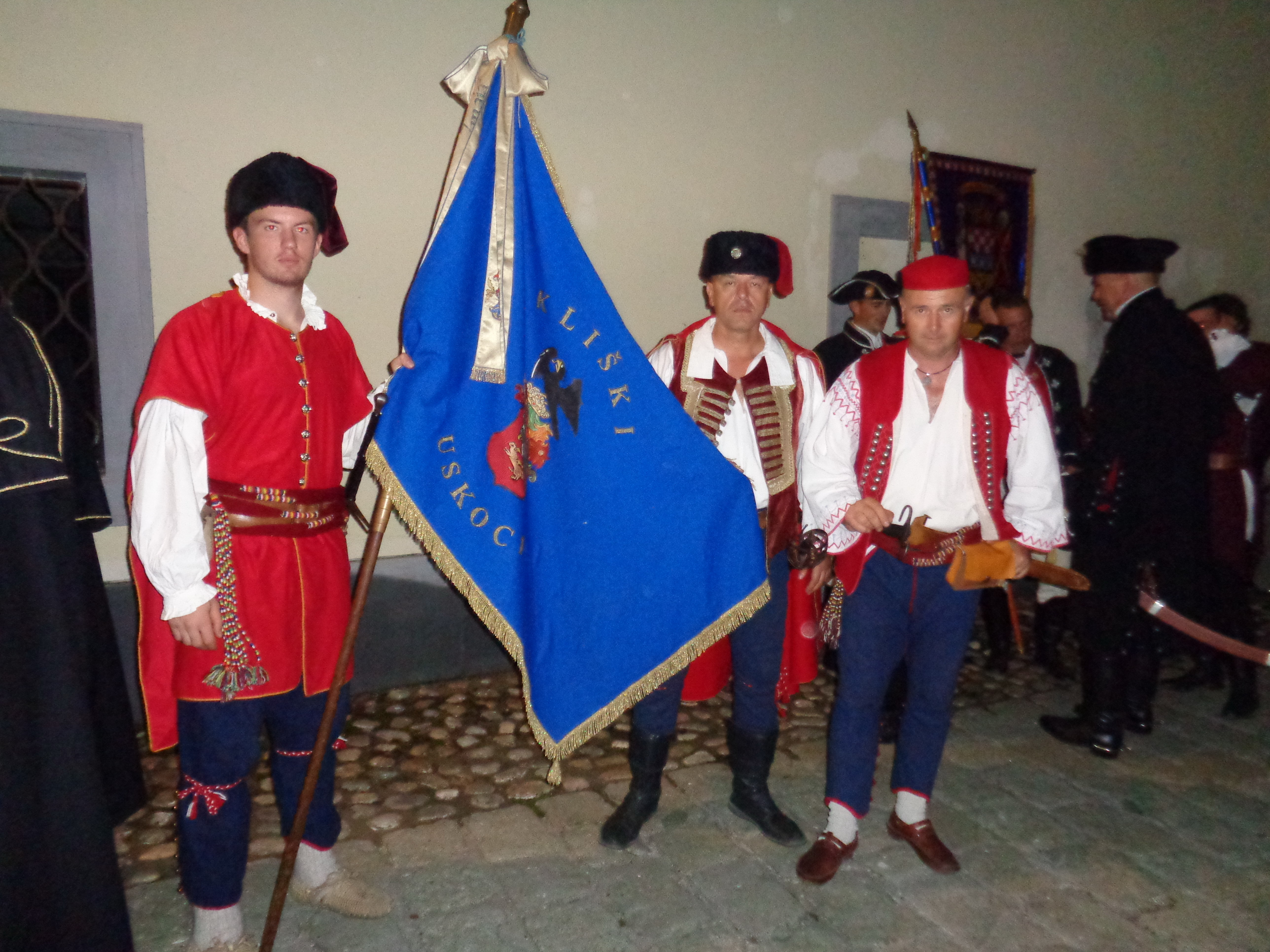
Los "Uscocos de Klis", una unidad militar histórica de la ciudad de Klis, Croacia, durante el 450 aniversario del sitio de Szigetvár (7 de septiembre de 2016) en Čakovec.

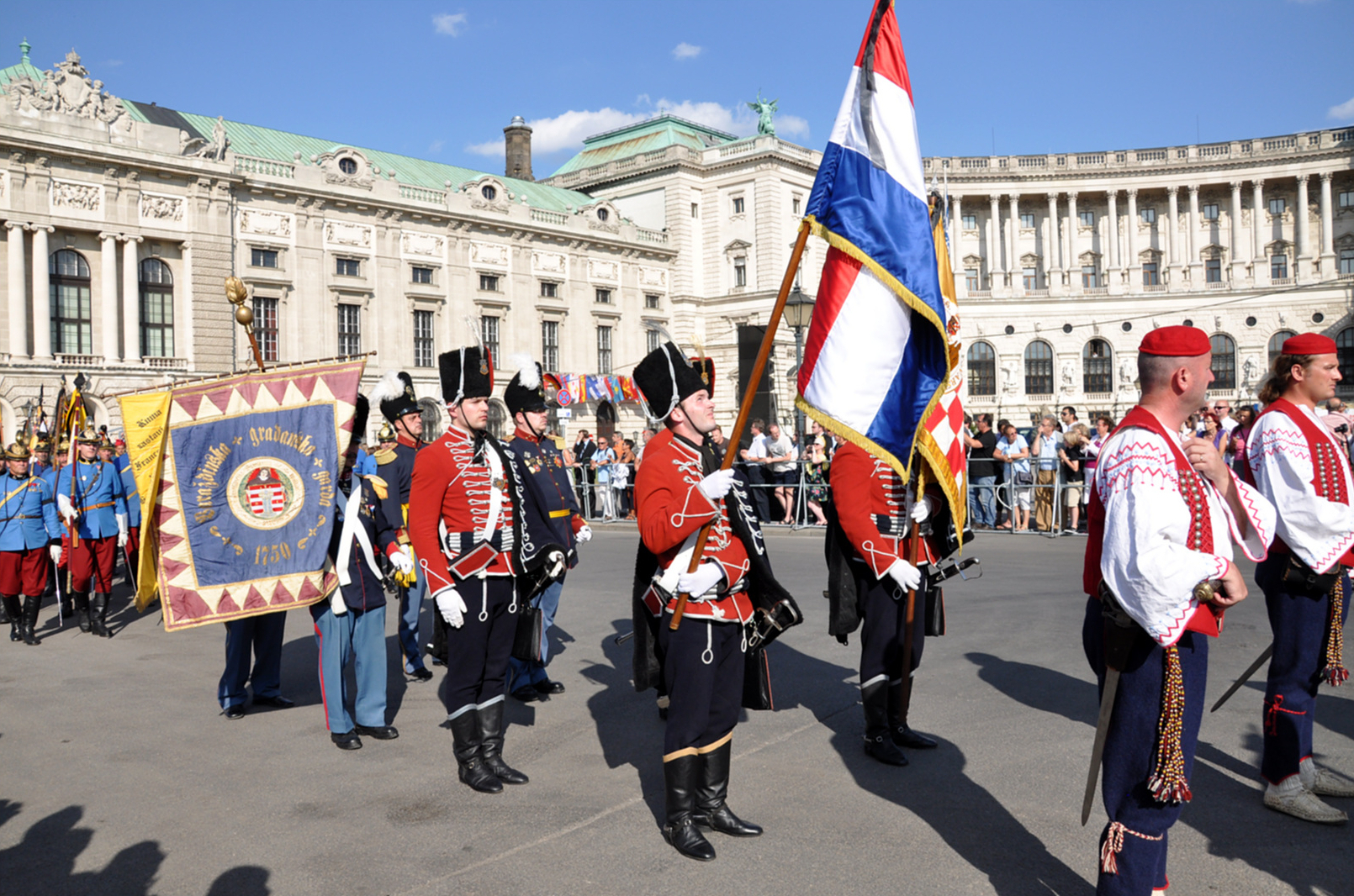
Los "Uscocos de Klis" (frente) en el funeral de Otón de Habsburgo-Lorena en Viena.

Hoy en día, existe una unidad histórica de uscocos llamada Kliški uskoci ("Uscocos de Klis" | Historical Unit Kliški uskoci) como regimiento ceremonial en honor al legado nacional de los uscocos en Croacia. La unidad "Uscocos de Klis" fue fundada por veteranos de la guerra de Croacia. Después de la guerra de independencia de Croacia, los antiguos soldados quisieron revitalizar el patrimonio histórico y cultural de Klis, la ciudad cuya sangrienta historia sirvió de inspiración durante la guerra. Los veteranos participan en eventos históricos y culturales para renovar la memoria de los uscocos de Klis. Estuvieron entre las seis unidades militares croatas históricas representadas en el funeral de Otón de Habsburgo-Lorena en julio de 2011.
Una unidad de Fuerzas Especiales del Comando de Operaciones Especiales de las Fuerzas Armadas de Croacia se llama Compañía Commando Uskok (Komando uskočka satnija).